# Konstantin Höfler
Karl Adolf Konstantin Höfler, född 26 mars 1811 i Memmingen, död 29 december 1897 i Prag, var en tysk historiker.
Höfler var 1841–1847 professor vid Münchens universitet och blev 1851 professor i historia vid Karlsuniversitetet i Prag. År 1872 blev han livstidsmedlem av österrikiska herrehuset.